# Urothoe convexa
Urothoe convexa is een vlokreeftensoort uit de familie van de Urothoidae. De wetenschappelijke naam van de soort is voor het eerst geldig gepubliceerd in 1991 door Kim & Kim.